# Kistufell (berg i Island, Austurland, lat 65,07, long -14,43)
Kistufell är ett berg i republiken Island. Det ligger i regionen Austurland. Toppen på Kistufell är 1 212 meter över havet.